# Glee: The Music, Volume 2
Glee: The Music, Volume 2 è il secondo album in studio di colonna sonora pubblicato dal cast della serie TV musicale Glee, prodotta negli Stati Uniti dalla Fox.
Il disco, uscito nel dicembre 2009, contiene le cover tratte dagli episodi 9-13 della prima stagione.

## Tracce
Accanto ai titoli sono riportati gli interpreti originali.
1. Creedence Clearwater Revival – Proud Mary – 3:43
2. Diana Ross & Lionel Richie – Endless Love – 4:25
3. The Pretenders – I'll Stand by You – 3:51
4. The Police / Gary Puckett & The Union Gap – Don't Stand So Close to Me / Young Girl – 2:28
5. Jennifer Paige – Crush – 3:23
6. Paul Anka & Odia Coates – (You're) Having My Baby – 2:47
7. Bill Withers – Lean on Me – 4:17
8. Dionne Warwick – Don't Make Me Over – 3:25
9. John Lennon – Imagine – 2:23
10. Cyndi Lauper – True Colors – 3:34
11. Van Halen – Jump – 3:57
12. Lily Allen – Smile – 3:14
13. Charlie Chaplin – Smile – 3:01
14. Jennifer Holliday nel musical Dreamgirls – And I Am Telling You I'm Not Going – 4:06
15. Barbra Streisand nel musical Funny Girl – Don't Rain on My Parade – 2:47
16. The Rolling Stones – You Can't Always Get What You Want – 3:27
17. Kelly Clarkson – My Life Would Suck Without You – 3:31

## Formazione
- Dianna Agron
- David Baloche
- Chris Colfer
- Kamari Copeland
- Tim Davis
- Tom Eyen
- Emily Gomez
- Nikki Hassman
- Jenny Karr
- Kerri Larson
- David Loucks
- Chris Mann
- Jayma Mays
- Kevin McHale
- Lea Michele
- Cory Monteith
- Matthew Morrison
- Tiffany Palmer
- Amber Riley
- Mark Salling
- Jenna Ushkowitz
- Windy Wagner

## Classifiche
| Classifica (2009) | Posizione raggiunta |
| ----------------- | ------------------- |
| Australia         | 8                   |
| Canada            | 5                   |
| Stati Uniti       | 3                   |